# كفر عميرة
قرية كفر عميرة هي إحدى القرى التابعة لمركز طامية في محافظة الفيوم في جمهورية مصر العربية. حسب إحصاءات سنة 2006، بلغ إجمالي السكان في كفر عميرة 3361 نسمة، منهم 1757 رجل و1604 امرأة.